# الیور شوایسینگ
الیور شوایسینگ (انگلیسی: Oliver Schweißing؛ زادهٔ ۳ مارس ۱۹۷۱) بازیکن فوتبال اهل آلمان است.
از باشگاه‌هایی که در آن بازی کرده‌است می‌توان به باشگاه فوتبال سن پائولی اشاره کرد.